# 쿠투좁스카야역 (모스크바 중앙 순환선)
쿠투좁스카야역(러시아어: Кутузовская)은 모스크바 지하철 모스크바 중앙 순환선의 역이다. 역명은 당초 "쿠투조보"라는 역명을 사용할 계획이었으나, 필룝스카야 선의 상호 환승을 위해 "쿠투좁스카야 역"으로 변경하였다.

## 환승
쿠투좁스카야 역에서는 필룝스카야 선의 쿠투좁스카야 역으로 환승할 수 있다. 또한, 파르크 포베디 역에서 아르바츠코 포크롭스카야 선과 칼리닌스코 솔른쳅스카야 선으로 간접 환승이 가능하지만, 거리는 1km가 넘어 환승 동선이 매우 길다.

## 사진

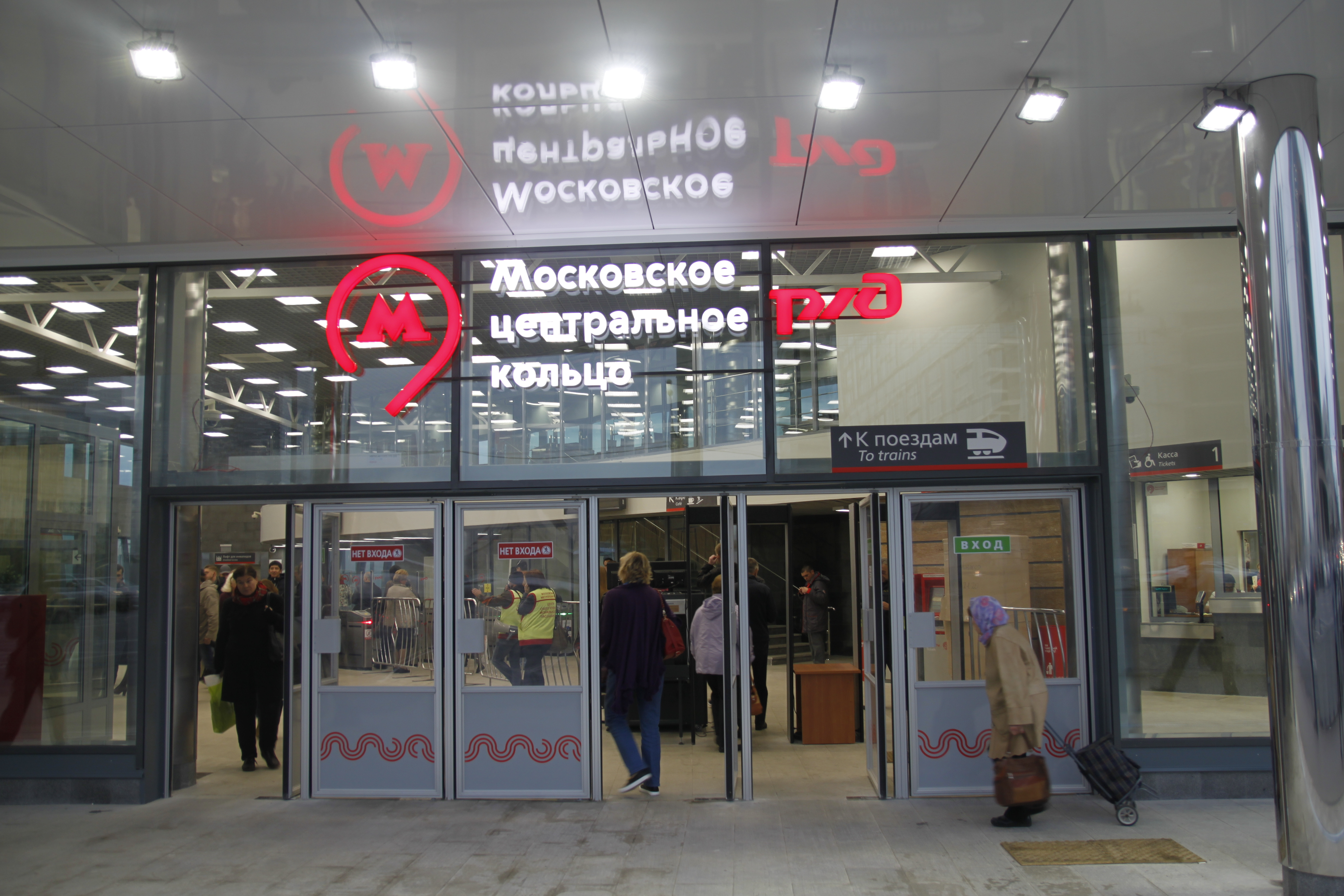
출입구
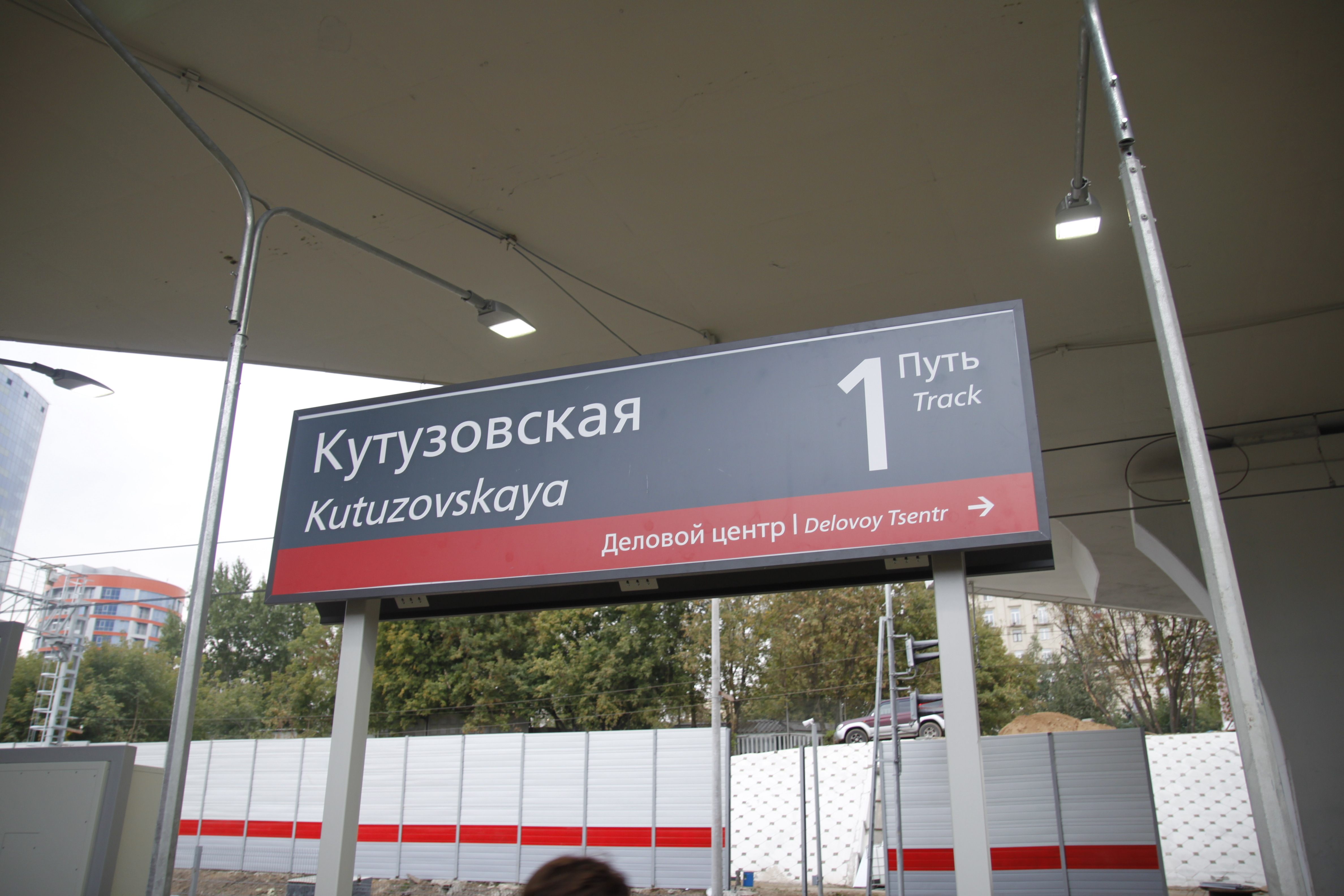
역명판